# Hymna americké námořní pěchoty

Znak námořní pěchoty

Hymna námořní pěchoty Spojených států (The Marines’ Hymn) je vojenská píseň, která je oficiální hymnou Námořní pěchoty USA a nejstarší hymnou některé z amerických ozbrojených složek.

## Historie
Melodie je převzata z operety Jacquese Offenbacha Geneviéva z Brabantu. Původní verze opery byla dokončena v roce 1859, v roce 1867 pak byla rozšířena na tři dějství. Tato pozdější verze obsahovala píseň „Couplets des Deux Hommes d’Armes“, která se stala hudebním základem Hymny námořní pěchoty. Autor textu je neznámý; předpokládá se, že byl napsán ve druhé polovině 19. století. Podle jedné z teorií byl napsán neznámým příslušníkem námořní pěchoty již v roce 1847, což by však bylo o dvacet let dříve, než byla složena hudba, a proto je tato verze nepravděpodobná. První dva verše první sloky pocházejí z hesla vyšívaného na praporech námořní pěchoty. Po válce s berberskými piráty v roce 1805 bylo na praporech uváděno heslo „K břehům Tripolisu“ (To the Shores of Tripoli). Po účasti námořní pěchoty na dobytí Mexico City a pevnosti Chapultepec (také známé jako Sály Montezumovy) v roce 1847 bylo heslo upraveno na „Od břehů Tripolisu k Sálům Montezumovým“ (From the Shores of Tripoli to the Halls of Montezuma). V textu hymny bylo v tomto hesle pořadí slov obráceno na „Od Sálů Montezumových k břehům Tripolisu“ (From the Halls of Montezuma to the Shores of Tripoli). V roce 1929 byla schválena oficiální verze textu hymny. Dne 21. listopadu 1942 došlo ke změně čtvrtého verše první sloky, který byl v reakci na zavedení letectva z původního „Na souši jako i na moři“ (On the land as on the sea) upraven na „Ve vzduchu, na souši i na moři“ (In the air, on land, and sea).
Hudební skupina Taxmeni vydala v roce 1990 tuto píseň s českým textem pod názvem „Pochod amerických námořníků“.

## Text

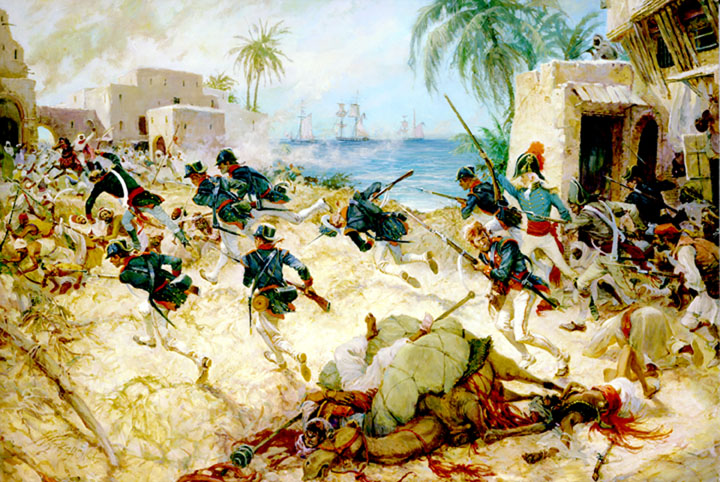
Mariňáci v bitvě u Derny bojující proti tripolisským silám, 1805

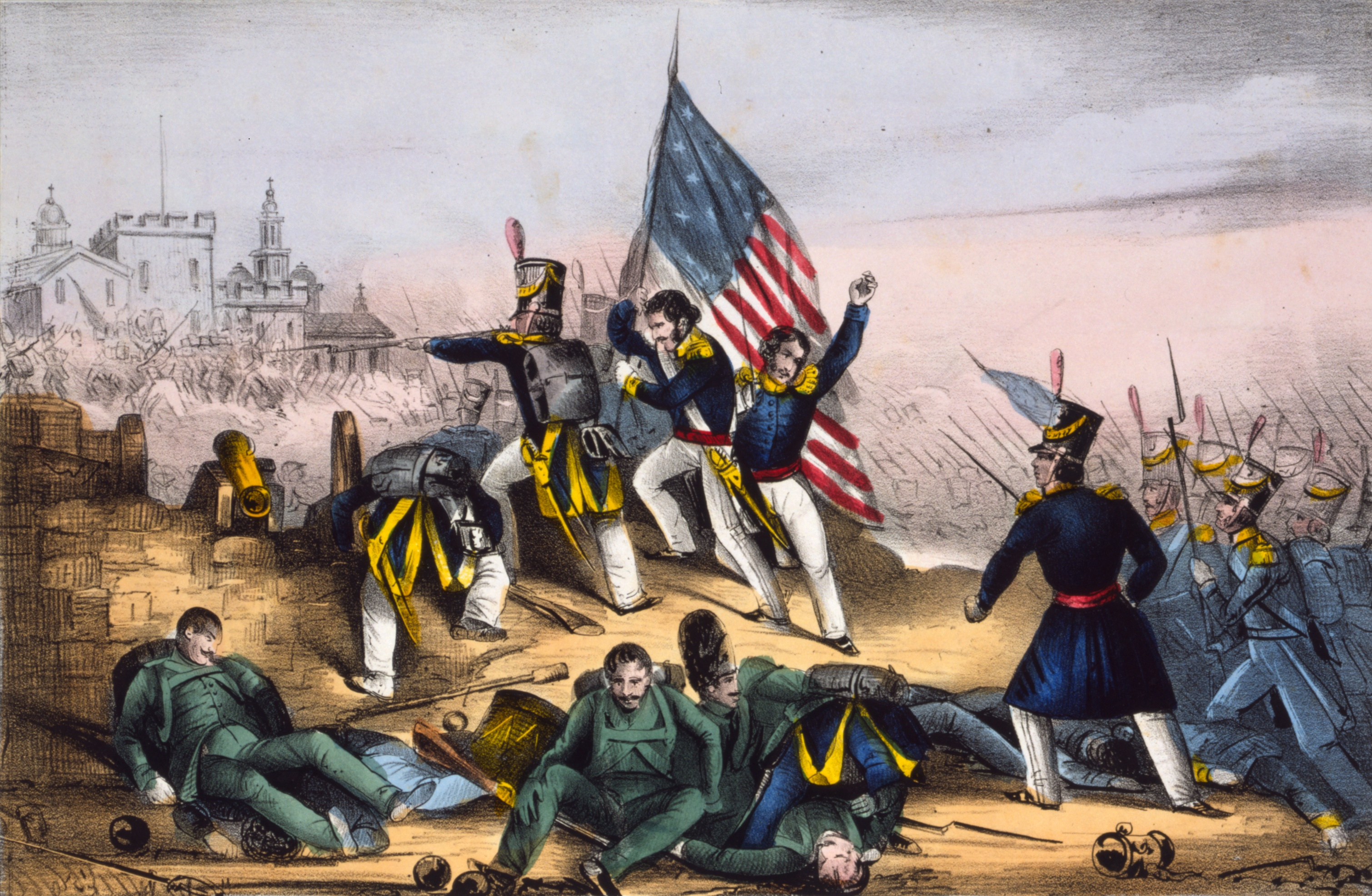
Mariňáci v bitvě o Chapultepec bojující proti mexickým silám, 1847

1) From the Halls of Montezuma
To the shores of Tripoli;
We fight our country's battles
In the air, on land, and sea;
First to fight for right and freedom
And to keep our honor clean;
We are proud to claim the title
Of United States Marines.

2) Our flag's unfurled to every breeze
From dawn to setting sun;
We have fought in every clime and place
Where we could take a gun;
In the snow of far-off Northern lands
And in sunny tropic scenes,
You will find us always on the job
The United States Marines.

3) Here's health to you and to our Corps
Which we are proud to serve;
In many a strife we've fought for life
And never lost our nerve.
If the Army and the Navy
Ever look on Heaven's scenes,
They will find the streets are guarded
By United States Marines.
Web Námořní pěchoty USA